# Castillejo de Robledo
Castillejo de Robledo – gmina w Hiszpanii, w prowincji Soria, w Kastylii i León, o powierzchni 52,98 km². W 2011 roku gmina liczyła 136 mieszkańców.